# Tibor Rab
Dans le nom hongrois Rab Tibor, le nom de famille précède le prénom, mais cet article utilise l’ordre habituel en français Tibor Rab, où le prénom précède le nom.
Tibor Rab (né le 2 octobre 1955 à Gödöllő en Hongrie) est un joueur de football international hongrois, qui évoluait au poste de défenseur, avant de devenir entraîneur.

## Biographie

### Carrière de joueur

#### Carrière en sélection
Avec l'équipe de Hongrie, il joue 20 matchs (pour aucun but inscrit) entre 1975 et 1982. 
Il joue son premier match le 24 septembre 1975 contre l'Autriche et son dernier le 18 juin 1982, à l'occasion du mondial contre l'Argentine.
Il figure dans le groupe des sélectionnés lors des Coupe du monde de 1978 et de 1982. Il ne joue aucun match en 1978 et il dispute un match face à l'Albiceleste en 1982.

## Palmarès
Ferencváros
| - Championnat de Hongrie (2) : - Champion : 1975-76 et 1980-81. - Vice-champion : 1978-79, 1981-82 et 1982-83. - Coupe de Hongrie (2) : - Vainqueur : 1975-76 et 1977-78. - Finaliste : 1978-79 et 1985-86. |  | - Coupe d'Europe des vainqueurs de coupe : - Finaliste : 1974-75. |